# Guillermo Soberón Acevedo
Guillermo Soberón Acevedo (* 29. Dezember 1925 in Iguala, Guerrero; † 12. Oktober 2020) war ein mexikanischer Mediziner, Biologe, Politiker und Rektor der Universidad Nacional Autónoma de México (UNAM). Er war unter anderem Secretario de Salud (Gesundheitsminister).

## Biografie
Nach dem Besuch der Escuela Nacional Preparatoria studierte Soberón Medizin an der Escuela Nacional de Medicina der UNAM und graduierte 1949 als chirurgischer Mediziner und erhielt 1956 den Ph. D.-Titel der University of Wisconsin. 1958 wurde er Professor der medizinischen Fakultät an der UNAM, hatte mehrere Ämter in mexikanischen Instituten inne, war Präsident der Asociación Mexicana de Medicina und der Academia Mexicana de Ciencias. Vom 3. Januar 1973 bis zum 2. Januar 1981 war er über zwei Amtsperioden Rektor der UNAM. Während dieser Zeit wurde dort die Escuela Nacional de Estudios Profesionales, die heutige Fakultät für höhere Studien, gegründet. Im Anschluss war er vom 1. Dezember 1982 bis zum 30. November 1988 Gesundheitsminister. Danach forschte er an der UNAM.
Soberón ist Gründer der Sociedad Mexicana de Ciencias Fisiológicas (deutsch: Mexikanische Gesellschaft der physiologischen Wissenschaften), einer Verbindung der Mediziner des nationalen Ernährungsinstitutes Instituto Nacional de la Nutrición "Salvador Zubirán" und der Academia de la Investigación Científica.